# Gillingham FC
Gillingham FC is een Engelse voetbalclub uit Gillingham in Kent. De club werd in 1893 opgericht onder de naam New Brompton FC. In 1920 kreeg de ploeg een plaats in de Football League Third Division, maar in 1938 degradeerde het naar de Southern League. Daar verbleef de club bijna twaalf jaar tot die in 1950 weer mee mocht doen aan de Football League. Vanaf dat moment is de ploeg altijd actief geweest binnen de twee laagste divisies van de Football League, met promoties in 1964 en 1974 en daaropvolgende degradaties in 1968 en 1989.
In 1995 ging het slecht met de club. Het bungelde onderaan in de Football League en was bijna bankroet. Voormalig zakenman Paul Scally kocht de club op voor het symbolische bedrag van £ 1,- en stelde Tony Pulis aan als manager die een compleet elftal aan spelers binnenhaalde. Al snel wist de ploeg promotie af te dwingen naar de Football League Second Division door middel van een tweede plaats. In het seizoen 1999 maakte de ploeg zelfs kans te promoveren naar de First Division. In de play-off-wedstrijd tegen Manchester City stond de ploeg twee minuten voor tijd op een comfortabele 2-0-voorsprong. Manchester wist echter toch terug te komen en won uiteindelijk via penalty’s.
Het daaropvolgende seizoen lukte het Gillingham om te stunten in de FA Cup. Onder meer door overwinningen op Premier League-clubs Bradford City en Sheffield Wednesday werden de kwartfinales gehaald. Daar ging de ploeg echter onderuit tegen Chelsea (5-0). Datzelfde seizoen werd een derde plaats in de league behaald waarna de ploeg weer play-offs mocht spelen. Eerst werd Stoke City in de halve finales verslagen. In de finale volgde de ontmoeting met Wigan Athletic. Na 90 minuten was de stand 1-1. In de verlenging wist Wigan op een 2-1-voorsprong te komen. Toch wist Gillingham dit nog recht te buigen en werd er met 3-2 gewonnen, waardoor de ploeg promoveerde naar de First Division.
In de eerste drie seizoenen op dat niveau wist de ploeg respectievelijk 13e, 12e en 11e te worden tot de ploeg in 2003/04 op een haar na niet degradeerde. Het daaropvolgende seizoen ging het echter alsnog fout en moest de ploeg terugkeren naar een lagere divisie, de League One. In 2008 degradeerde de club naar de League Two, kon na één seizoen terugkeren, om het jaar daarop weer terug te degraderen naar de vierde klasse. Hier bleef het drie seizoenen actief waarna het in 2013, als nummer één, promoveerde naar de League One. Na negen seizoenen in de derde klasse degradeerde Gillingham in 2022 naar de League Two.

## Erelijst
- Football League Fourth Division

Winnaar: 1964

## Eindklasseringen vanaf 1946/47
- 1947 1e
Southern League
- 1948 2e
Southern League
- 1949 1e
Southern League
- 1950 5e
Southern League
- 1951 22e
Third Division North / South
- 1952 22e
Third Division North / South
- 1953 21e
Third Division North / South
- 1954 10e
Third Division North / South
- 1955 4e
Third Division North / South
- 1956 10e
Third Division North / South
- 1957 22e
Third Division North / South
- 1958 22e
Third Division North / South
- 1959 11e
Fourth Division
- 1960 7e
Fourth Division
- 1961 15e
Fourth Division
- 1962 20e
Fourth Division
- 1963 5e
Fourth Division
- 1964 1e
Fourth Division
- 1965 7e
Third Division
- 1966 6e
Third Division
- 1967 11e
Third Division
- 1968 11e
Third Division
- 1969 20e
Third Division
- 1970 20e
Third Division
- 1971 24e
Third Division
- 1972 13e
Fourth Division
- 1973 9e
Fourth Division
- 1974 2e
Fourth Division
- 1975 10e
Third Division
- 1976 15e
Third Division
- 1977 12e
Third Division
- 1978 7e
Third Division
- 1979 4e
Third Division
- 1980 16e
Third Division
- 1981 15e
Third Division
- 1982 6e
Third Division
- 1983 13e
Third Division
- 1984 8e
Third Division
- 1985 4e
Third Division
- 1986 5e
Third Division
- 1987 5e
Third Division
- 1988 13e
Third Division
- 1989 23e
Third Division
- 1990 14e
Fourth Division
- 1991 15e
Fourth Division
- 1992 11e
Fourth Division
- 1993 21e
Third Division
- 1994 16e
Third Division
- 1995 19e
Third Division
- 1996 2e
Third Division
- 1997 11e
Second Division
- 1998 8e
Second Division
- 1999 4e
Second Division
- 2000 3e
Second Division
- 2001 13e
First Division
- 2002 12e
First Division
- 2003 11e
First Division
- 2004 21e
First Division
- 2005 22e
Championship
- 2006 14e
League One
- 2007 6e
League One
- 2008 22e
League One
- 2009 5e
League Two
- 2010 21e
League One
- 2011 8e
League Two
- 2012 8e
League Two
- 2013 1e
League Two
- 2014 17e
League One
- 2015 12e
League One
- 2016 9e
League One
- 2017 20e
League One
- 2018 17e
League One
- 2019 13e
League One
- 2020 10e
League One
- 2021 10e
League One
- 2022 21e
League One
- 2023 17e
League Two
- 2024 12e
League Two
- 2025 17e
League Two

- First Division
- Second Division
- Third Division
- Fourth Division
- Championship
- League One
- League Two
- Southern League

ⓘ In 1992 invoering van de Premier League en opheffing van de Fourth Division; in 2004 opheffing van de First, Second en Third Division.

## Bekende (ex-)spelers
- Stanley Aborah
- Steve Bruce
- Ryan Bertrand (Jeugd)
- Max Ehmer
- Simeon Jackson
- Kevin Lisbie
- Nico Vaesen

Accrington Stanley ·
Barnet ·
Barrow · 
Bristol Rovers · 
Bromley ·
Cambridge United · 
Cheltenham Town ·
Chesterfield ·
Colchester United ·
Crawley Town · 
Crewe Alexandra · 
Fleetwood Town ·
Gillingham ·
Grimsby Town ·
Harrogate Town · 
Milton Keynes Dons · 
Newport County ·	
Notts County · 
Oldham Athletic · 
Salford City · 
Shrewsbury Town · 
Swindon Town ·
Tranmere Rovers ·
Walsall ·